# Lijst van beschermd erfgoed in Henegouwen
Deze pagina bevat een overzicht van de lijsten van beschermd erfgoed in Henegouwen, gerangschikt per Belgische gemeente. Het beschermd erfgoed maakt deel uit van het cultureel erfgoed in België.
- Lijst van beschermd erfgoed in Aat
- Lijst van beschermd erfgoed in Aiseau-Presles
- Lijst van beschermd erfgoed in Anderlues
- Lijst van beschermd erfgoed in Antoing
- Lijst van beschermd erfgoed in Beaumont
- Lijst van beschermd erfgoed in Belœil
- Lijst van beschermd erfgoed in Bergen
- Lijst van beschermd erfgoed in Bernissart
- Lijst van beschermd erfgoed in Binche
- Lijst van beschermd erfgoed in Boussu
- Lijst van beschermd erfgoed in Brugelette
- Lijst van beschermd erfgoed in Brunehaut
- Lijst van beschermd erfgoed in Celles
- Lijst van beschermd erfgoed in Chapelle-lez-Herlaimont
- Lijst van beschermd erfgoed in Charleroi
- Lijst van beschermd erfgoed in Chimay
- Lijst van beschermd erfgoed in Chièvres
- Lijst van beschermd erfgoed in Châtelet
- Lijst van beschermd erfgoed in Colfontaine
- Lijst van beschermd erfgoed in Courcelles
- Lijst van beschermd erfgoed in Doornik
- Lijst van beschermd erfgoed in Dour
- Lijst van beschermd erfgoed in Écaussinnes
- Lijst van beschermd erfgoed in Edingen
- Lijst van beschermd erfgoed in Elzele
- Lijst van beschermd erfgoed in Erquelinnes
- Lijst van beschermd erfgoed in Estaimpuis
- Lijst van beschermd erfgoed in Estinnes
- Lijst van beschermd erfgoed in Farciennes
- Lijst van beschermd erfgoed in Fleurus
- Lijst van beschermd erfgoed in Fontaine-l'Évêque
- Lijst van beschermd erfgoed in Frameries
- Lijst van beschermd erfgoed in Frasnes-lez-Anvaing
- Lijst van beschermd erfgoed in Froidchapelle
- Lijst van beschermd erfgoed in Gerpinnes

- Lijst van beschermd erfgoed in 's-Gravenbrakel
- Lijst van beschermd erfgoed in Ham-sur-Heure-Nalinnes
- Lijst van beschermd erfgoed in Hensies
- Lijst van beschermd erfgoed in Honnelles
- Lijst van beschermd erfgoed in Jurbeke
- Lijst van beschermd erfgoed in Komen-Waasten
- Lijst van beschermd erfgoed in La Louvière
- Lijst van beschermd erfgoed in Le Roeulx
- Lijst van beschermd erfgoed in Lens
- Lijst van beschermd erfgoed in Les Bons Villers
- Lijst van beschermd erfgoed in Lessen
- Lijst van beschermd erfgoed in Leuze-en-Hainaut
- Lijst van beschermd erfgoed in Lobbes
- Lijst van beschermd erfgoed in Manage
- Lijst van beschermd erfgoed in Merbes-le-Château
- Lijst van beschermd erfgoed in Moeskroen
- Lijst van beschermd erfgoed in Momignies
- Lijst van beschermd erfgoed in Mont-de-l'Enclus
- Lijst van beschermd erfgoed in Montigny-le-Tilleul
- Lijst van beschermd erfgoed in Morlanwelz
- Lijst van beschermd erfgoed in Opzullik
- Lijst van beschermd erfgoed in Pecq
- Lijst van beschermd erfgoed in Pont-à-Celles
- Lijst van beschermd erfgoed in Péruwelz
- Lijst van beschermd erfgoed in Quaregnon
- Lijst van beschermd erfgoed in Quiévrain
- Lijst van beschermd erfgoed in Quévy
- Lijst van beschermd erfgoed in Rumes
- Lijst van beschermd erfgoed in Saint-Ghislain
- Lijst van beschermd erfgoed in Seneffe
- Lijst van beschermd erfgoed in Sivry-Rance
- Lijst van beschermd erfgoed in Thuin
- Lijst van beschermd erfgoed in Vloesberg
- Lijst van beschermd erfgoed in Zinnik